# Solduno

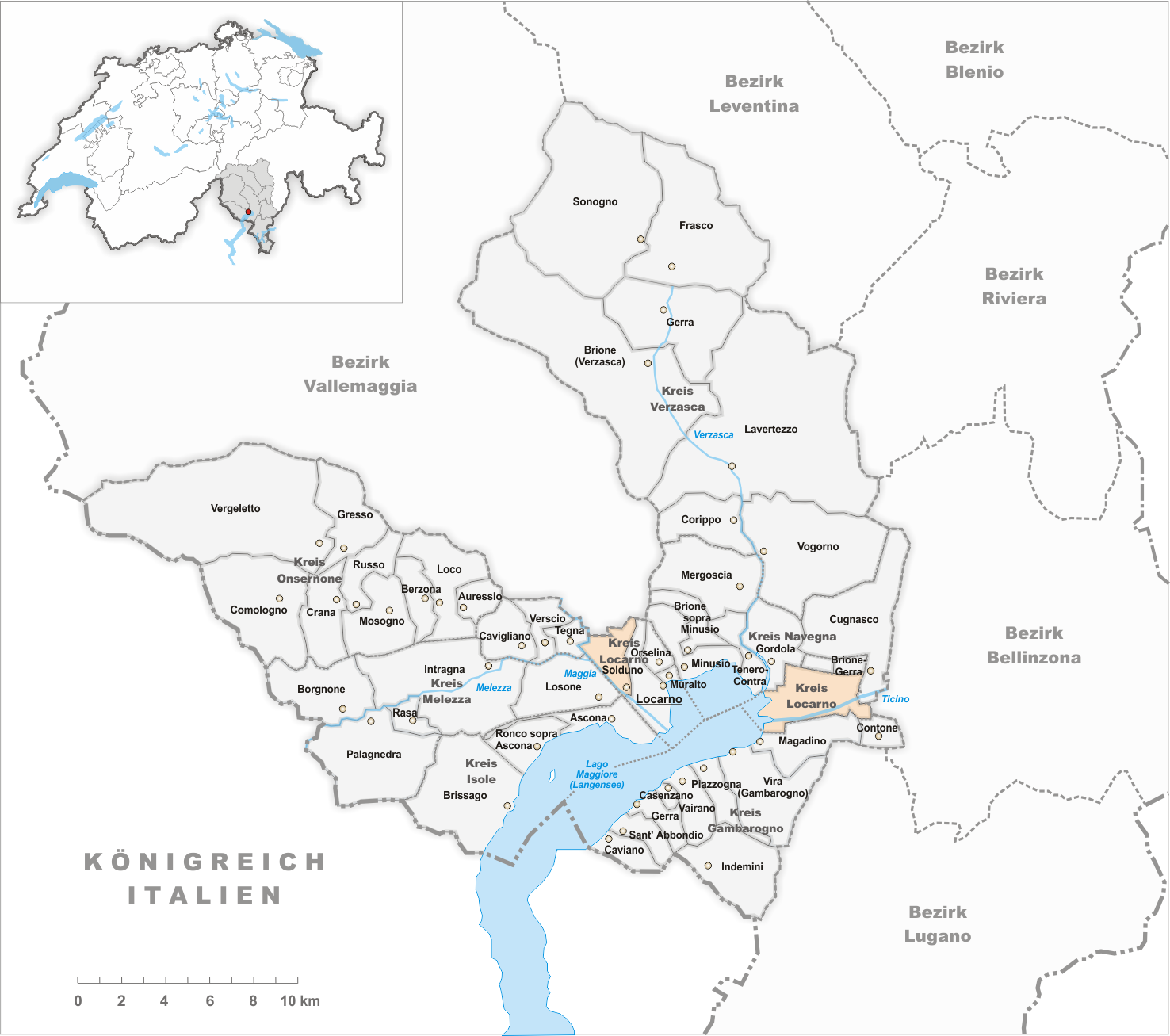
Gemeindestand vor der Fusion am 1. Januar 1928

Solduno. Historisches Luftbild von Werner Friedli (1953)

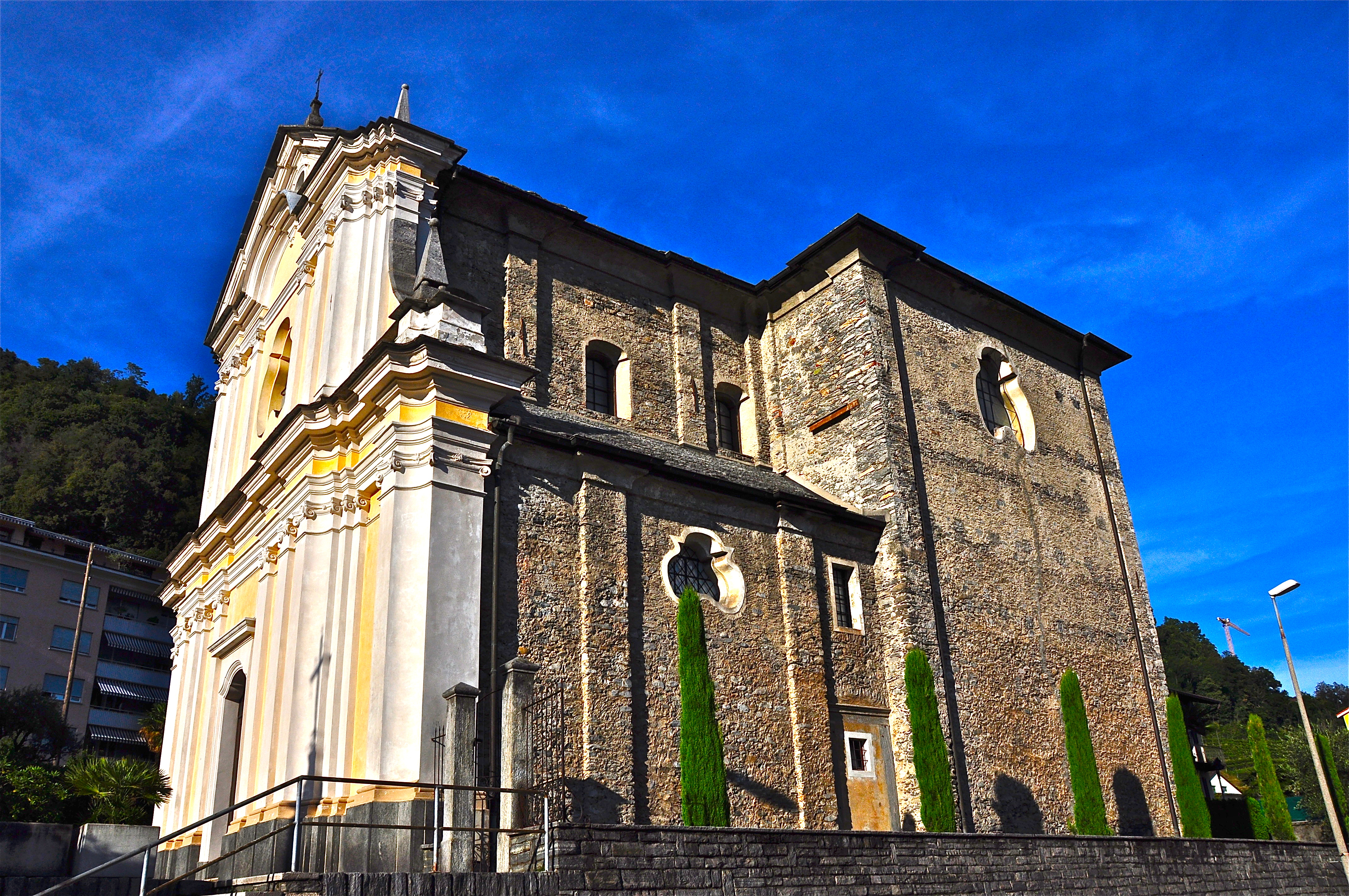
Pfarrkirche San Giovanni Battista

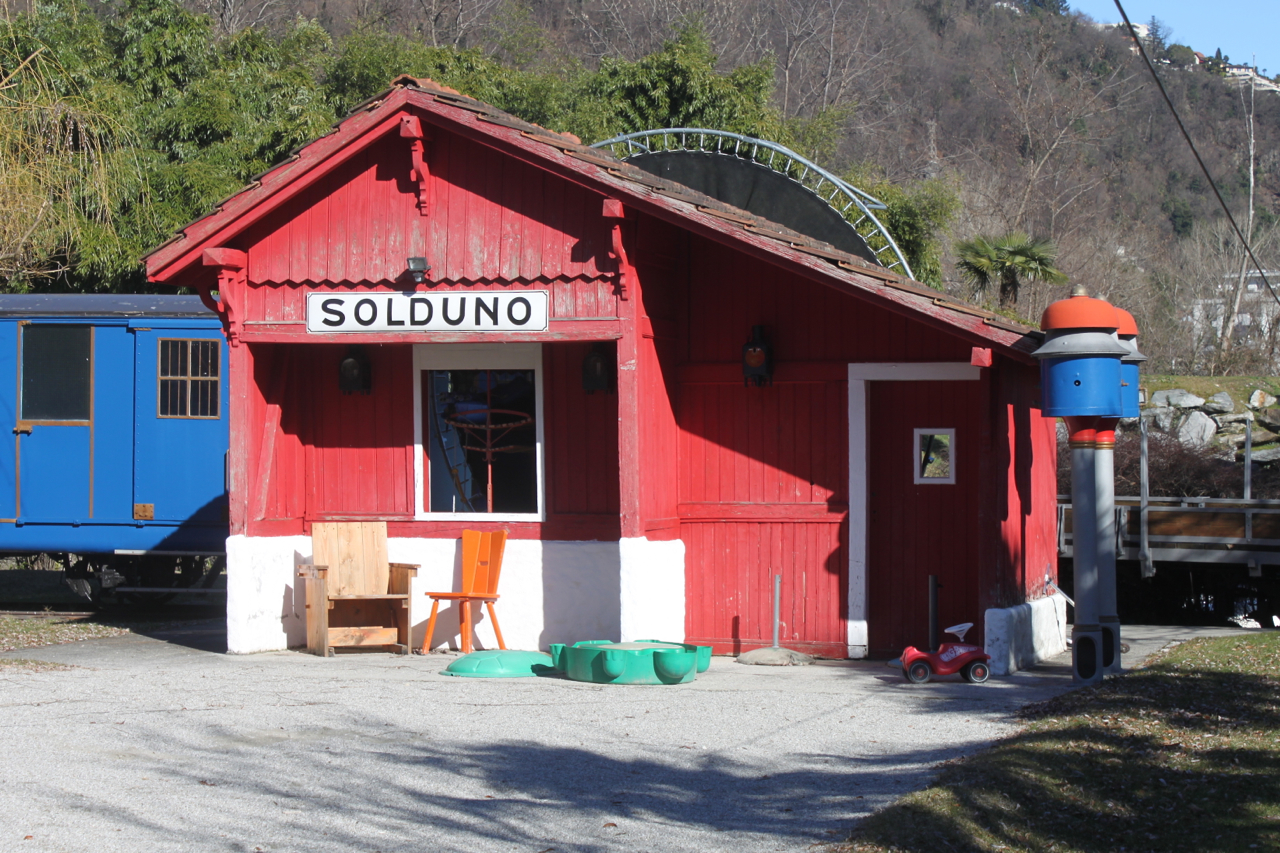
Bahnhof Solduno

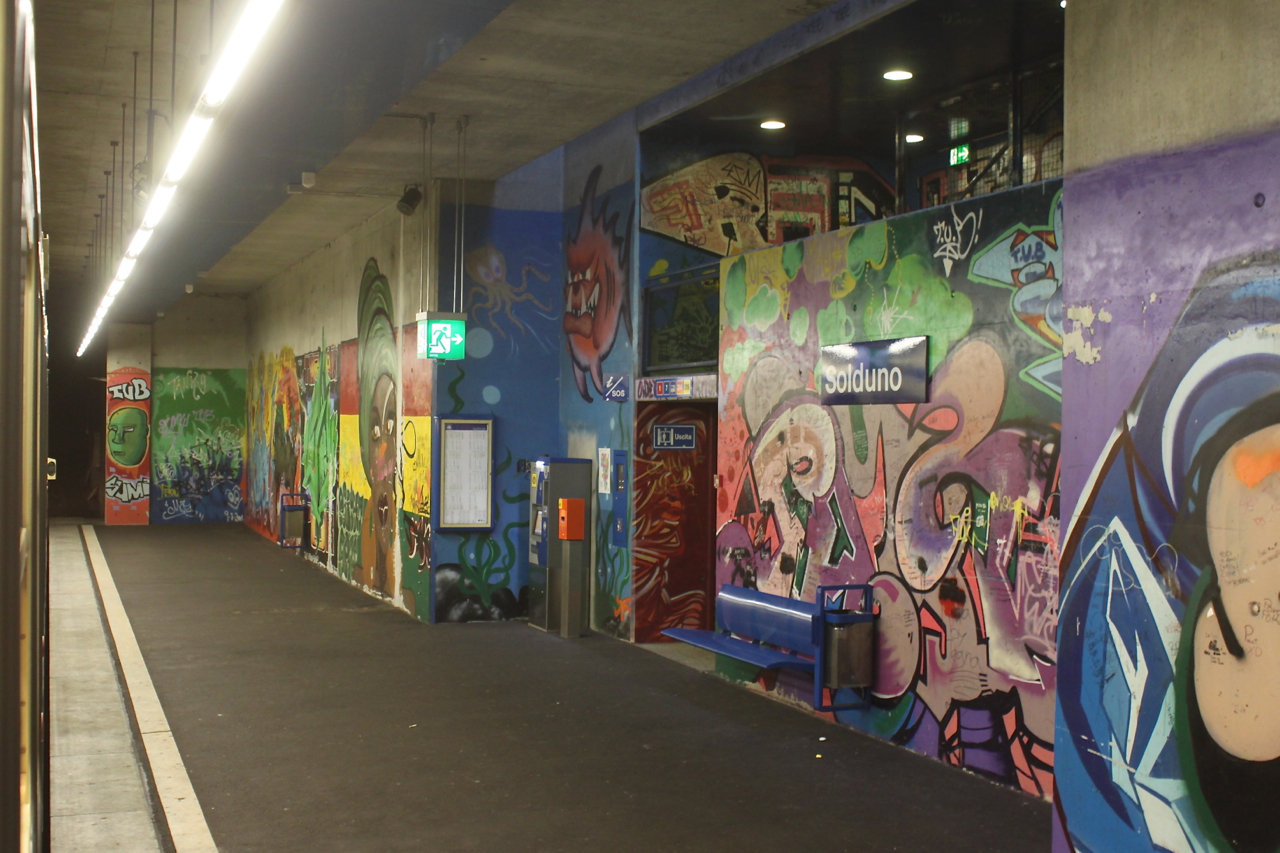
Bahnhof Solduno, Innenraum

Solduno ist eine Fraktion der politischen Gemeinde Locarno im Kanton Tessin.

## Geographie
Solduno (230 m ü. M.) ist ein Dorf auf dem Delta der Maggia, an der Gabelung der Strassen von Locarno ins Maggiatal, Centovalli und nach Brissago.

## Geschichte
Die vicinìa von Solduno wird schon 1335 erwähnt. Das Dorf kam 1397 zur Grafschaft Stazzona und 1497 zur kurze Zeit dauernden Grafschaft Angera. Die Mutterkirche San Vittore von Muralto hatte schon 1305 Zehntrechte in Solduno; Grundrechte der Adelsfamilie Orelli werden 1309 und 1539 erwähnt. Die Gemeinde Solduno bildet ein Rektorat in der Kirchgemeinde Locarno; die Zeit seiner Gründung ist unbekannt, doch bestand es schon 1663. 1591 hatte die Kirche bereits einen eigenen Friedhof. Die Kirche San Giorgio bei Solduno wird 1224, die Kirche San Giovanni Battista schon 1547 erwähnt; doch besteht von letzterer nur noch der mit Stuckarbeiten geschmückte Chor. Die gegenwärtige Kirche wurde 1778–1788 gebaut und 1795 eingeweiht.
Bis Ende 1927 bildete der Ort eine selbständige politische Gemeinde, dann vereinigte er sich 1928 mit Locarno. Solduno bildet aber nach wie vor eine eigenständige Bürgergemeinde.

## Bevölkerung
Im Jahr 1591 wurden 60 Feuerstellen und 202 Einwohner verzeichnet.
Einwohnerzahlen: Volkszählungsdaten  Zahlen 1900 und 1920: Historisches Lexikon der Schweiz

## Sehenswürdigkeiten
- Pfarrkirche San Giovanni Battista, erbaut 1778–1788, mit Gemälde Madonna mit Kind (1731) des Malers Baldassarre Orelli (detto Baldassarre il Vecchio)[6][7]

## Sport
- Football Club Solduno[8]

## Persönlichkeiten
- Alberto Vigizzi (* 20. Dezember 1873 in Solduno (heute Gemeinde Locarno); † 27. Juni 1927 ebenda), Rechtsanwalt, Tessiner Grossrat, Nationalrat[9]
- Hans Arp (1886–1966), Maler, Bildhauer, Lyriker, Vertreter des Dadaismus und Surrealismus
- Dante Bertolini (1911–1998), aus Onsernone, Sekundarlehrer, Schulinspektor, Esperantist, Schriftsteller, Dichter (Esperanto) und Politiker (FDP.Die Liberalen).